# Vultee A-31 Vengeance
Волті A-31 «Вендженс» (англ. Vultee A-31 Vengeance) — американський пікіруючий бомбардувальник/штурмовик часів Другої світової війни.

## Історія створення

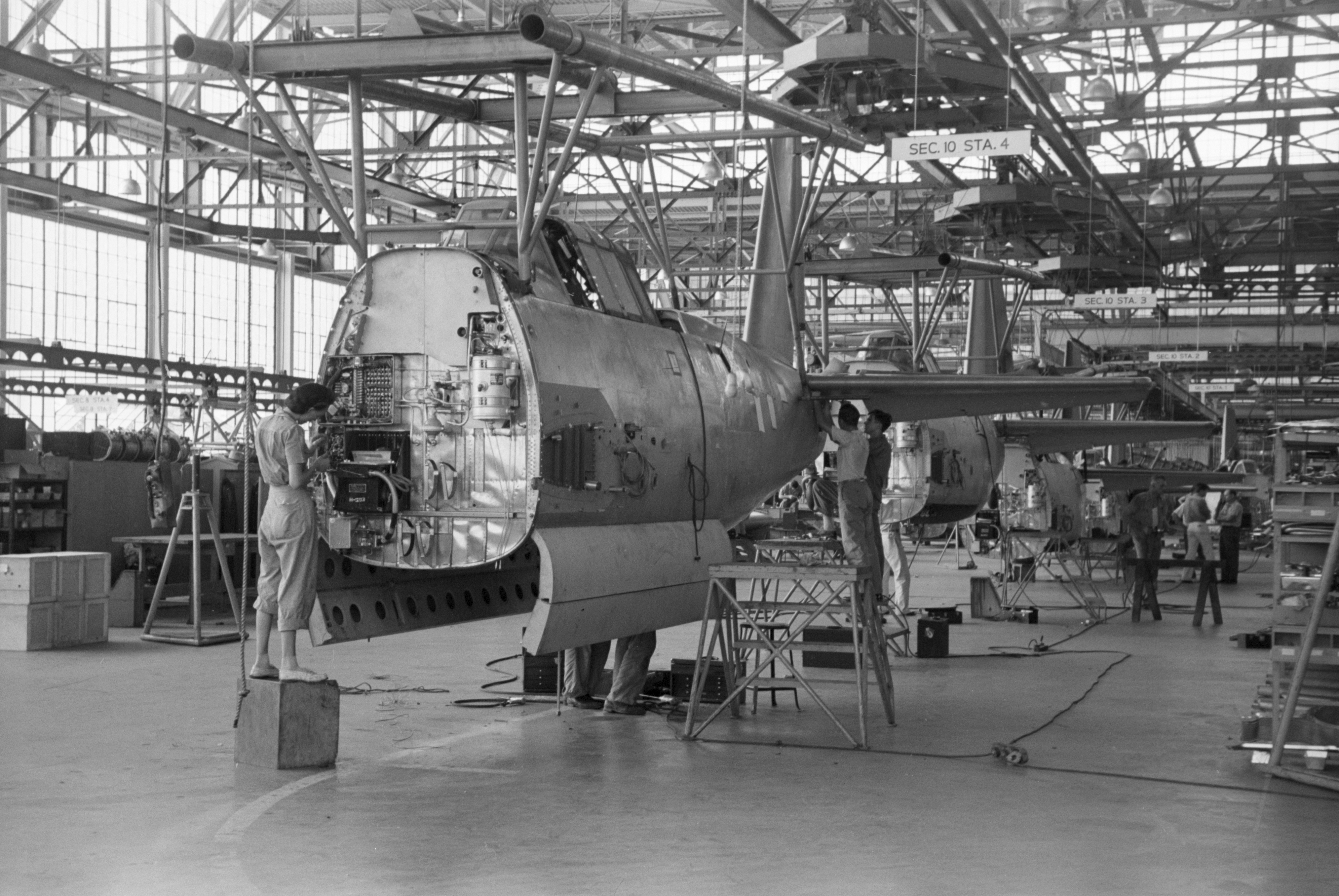
Виготовлення A-31 на заводі Vultee

В 1940 році французьке армійське командування замовило в Vultee новий пікіруючий бомбардувальник і штурмовик. Проєкт, який отримав позначення V-72, був суцільнометалевим монопланом з однокілевим хвостовим оперенням і характерним W-подібним крилом. Також мав використовуватись потужний двигун R-2600, і бомбові підвіси які б виводили бомби з бомбового відсіку для бомбометання з піке. Проєкт не був завершений до капітуляції Франції, але роботи продовжились для Великої Британії. Прототип V-72 вперше піднявся в повітря 30 березня 1941 року, а до червня 1944 року було виготовлено 1931 літак.

## Основні модифікації
- Vengeance Mk.I — оснащувався 14-и циліндровим двигуном Wright R-2600-A5B потужністю 1600 к.с. Озброєння складалось з чотирьох курсових 7,7-мм кулеметів і двох таких ж в кабіні стрільця. Маса бомбового навантаження — 680 кг. 400 літаків виготовлено заводом Nortrop.
- Vengeance Mk.II — аналог Vengeance Mk.I але випуску заводом Vultee. (300 екз.)
- A-31A — аналог Vengeance Mk.I замовлений ВПС США, оснащувався двигуном R-2600-19. Постачався за ленд-лізом Британії, де отримав позначення Vengeance Mk.IA (випуск заводу Nortrop) і Vengeance Mk.III (завод Vultee). Загалом було виготовлено 300 літаків.
- A-35A — варіант для ВПС США, аналог A-31A, але 7,7-мм кулемети замінені на 12,7-мм. (98 екз.)
- A-35B — оснащувався двигуном R-2600-13 потужністю 1700 к.с. Озброєння складалось з шести курсових 12,7-мм кулеметів і одного в кабіні стрільця. Маса бомбового навантаження — 907 кг. Було виготовлено 831 літаків, з яких 562 було надано Британії. (Vengeance Mk.IV)

## Історія використання

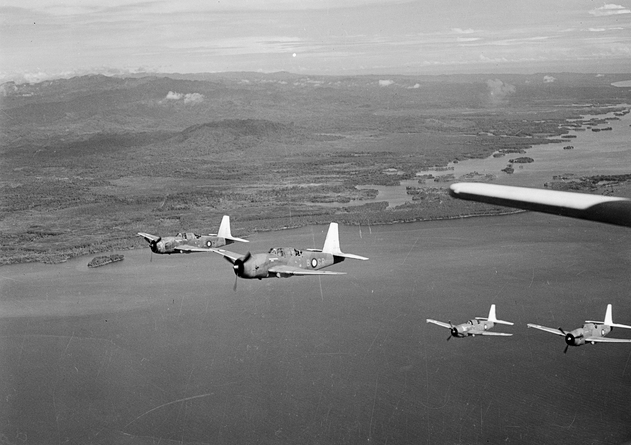
Австралійські «Вендженси» повертаються з нальоту. 27 лютого 1944 року.

В Королівських ВПС Британії «Вендженси» з'явились в жовтні 1942 року в 82-й і 110-й ескадрильях, а перший бій відбувся в березні 1943 року в Бірмі. Пізніше ними було оснащено ще 84-у і 45-у ескадрильї, а також дві ескадрильї Королівських ВПС Індії. «Вендженси» активно використовувались в другій Араканській кампанії в 1943-44 роках, а також в зупинці японського наступу на Кохіму в березні-липні 1944 року. З літа 1944 року «Вендженси» почали виводитись зі складу бойових частин, а на їх місце надійшли новіші винищувачі-бомбардувальники.
ВПС Австралії отримали 342 «Вендженса» за час війни. Першою їх отримала 12-а ескадрилья, яка почала бойові вильоти 18 червня 1943 проти цілей на острові Селару. Загалом на «Вендженсах» літали п'ять австралійських ескадрилей, чотири з яких брали активну участь в боях на Новій Гвінеї. Останній бойовий виліт відбувся 8 березня 1944 року, після чого «Вендженси» використовувались для навчальних і допоміжних цілей.
В ВПС США A-31 і A-35 використовувались тільки як навчальні літаки і буксири для повітряних мішеней.
В серпні 1943 року близько 60 A-35 було передано ВПС Вільної Франції. Деякий час вони служили в бомбардувальних групах, але були швидко зняті з озброєння через погану, порівняно з A-24, точність бомбометання.

## Тактико-технічні характеристики

Дані з Ударная авиация Второй Мировой — штурмовики, бомбардировщики, торпедоносцы
|                       |                       | A-31A      | A-35A      | A-35B      |
| --------------------- | --------------------- | ---------- | ---------- | ---------- |
| Довжина               | Довжина               | 12,12 м    | 12,12 м    | 12,12 м    |
| Висота                | Висота                | 4,67 м     | 4,67 м     | 4,67 м     |
| Розмах крил           | Розмах крил           | 12,8 м     | 12,8 м     | 12,8 м     |
| Площа крил            | Площа крил            | 30,84 м²   | 30,84 м²   | 30,84 м²   |
| Маса                  | пустого               | 3876 кг    | 4240 кг    | 4420 кг    |
| Маса                  | спорядженого          | 6486 кг    | 6486 кг    | 7756 кг    |
|                       |                       | R-2600-19  | R-2600-19  | R-2600-13  |
| Потужність            | Потужність            | 1600 к. с. | 1600 к. с. | 1700 к. с. |
| Максимальна швидкість | Максимальна швидкість | 442 км/год | 439 км/год | 450 км/год |
| Дальність польоту     | Дальність польоту     | 2100 км    | 2250 км    | 2250 км    |
| Бойова стеля          | Бойова стеля          | 6800 м     | 6550 м     | 6800 м     |